# Снопа (река)
Снопа — река в России, протекает в Ненецком автономном округе. Впадает в Чёшскую губу Баренцева моря.
Длина реки составляет 170 км, площадь бассейна — 1280 км². Берёт начало из Верхних Снопских озёр. Течёт в основном на северо-северо-запад по низменной Канинской тундре (в среднем течении пересекает линию Северного полярного круга). Устье находится на южном берегу Чёшской губы, в 15 км к востоку от устья Омы и в 30 км к западу от устья Пёши. Русло извилистое в верхнем и среднем течении. Высота истока — 61,2 м над уровнем моря. Уклон реки — 0,36 м/км.
В бассейне реки расположены множество мелких озёр и относительно крупные — Лопарское и Сухое.
В низовьях на правом берегу находится деревня Снопа (единственный населённый пункт в бассейне).

## Притоки
(от устья, в скобках указана длина в км):
- 6 км лв: Еренная (13)
- 17 км пр: Русенька (15)
- 33 км лв: Чубарёва (18)
- 50 км лв: Васильева (52)
- 61 км лв: Сосновка (13)
- 66 км пр: Еловая (16)
- 122 км пр: Лопарская Виска (11)
- 124 км лв: Снопская Сосновка (10)
- 137 км лв: Лебединая Виска (20)
- 150 км лв: Снопская Рассоха (16)

## Данные водного реестра
По данным государственного водного реестра России относится к Двинско-Печорскому бассейновому округу, водохозяйственный участок — реки бассейна Баренцева моря от мыса Канин Нос до границы бассейна р. Печора. Речной подбассейн реки — подбассейн отсутствует. Речной бассейн реки — бассейны рек междуречья Печоры и Мезени, впадающие в Баренцево море.
Код объекта в государственном водном реестре — 03040000112103000053861.